# Herb gminy Świercze
Herb gminy Świercze – jeden z symboli gminy Świercze, autorstwa Roberta Szydlika, ustanowiony 26 czerwca 2014.

## Wygląd i symbolika
Herb przedstawia na tarczy w polu czerwonym dwa gołębie białe w locie zwrócone ku sobie a pod nimi lilia podwójna srebrna z pierścieniem złotym w środku.